# 堀内末男
堀内 末男（ほりうち すえお、1919年5月20日 - 1992年6月4日）は日本の出版事業家。第2代集英社代表取締役社長。静岡県出身。

## 来歴
尋常高等小学校を卒業後、上京し小学館に入社。その後1934年に集英社に移籍。1939年に中央大学専門部を卒業。1959年に集英社取締役、1966年に常務を経て、1976年に代表取締役社長に就任。1988年9月より会長職。
1992年6月4日午後4時38分に胃癌のため東京都新宿区の病院で死去。